# Le scarpette rosse
Le scarpette rosse (De røde sko) è una fiaba di Hans Christian Andersen, pubblicata per la prima volta da C. A. Reitzel a Copenaghen il 7 aprile del 1845 nel volume Nye Eventyr. Første Bind. Tredie Samling. 1845. (cioè Nuove favole. Primo volume. Terza raccolta. 1845.). In Italia è apparsa nel 1929 nella raccolta Fiabe e racconti, con il titolo Le scarpe rosse.

## Trama
Karen è una bambina molto povera, costretta ad andare in giro scalza o al più con gli zoccoli; per aiutarla, la ciabattina del villaggio le confeziona un paio di scarpe rosse con degli stracci. Il destino vuole che le riceva proprio il giorno della morte della madre, e debba indossarle al funerale della donna. Passa di là una vecchia e ricca signora, decide di allevare Karen e la porta a casa propria, dandole nuovi abiti e buttando via le scarpette.
Crescendo, Karen diventa istruita e molto bella, ma anche vanitosa. Un giorno viene in visita in città la regina, e Karen rimane affascinata dalle scarpette di marocchino rosso indossate dalla principessina, infinitamente più belle di quelle fatte con gli stracci dalla ciabattina, e ne desidera un paio identiche. Con l'inganno riesce a indurre la madre adottiva a comprargliele per la cresima, complice la debole vista della vecchia signora. In chiesa Karen non segue la cerimonia, non riuscendo a pensare ad altro che alle proprie scarpette; nel frattempo i parrocchiani la osservano indignati, perché il rosso è indecente per una funzione religiosa. La madre adottiva si accorge dell'inganno solo in seguito, e ribadisce a Karen che in chiesa servono scarpe nere, ma la ragazza le disobbedisce la domenica successiva, il giorno della sua prima comunione. Prima di entrare in chiesa, se le fa pulire da un vecchio soldato storpio, che nota ad alta voce come siano delle "belle scarpette da ballo". Anche stavolta Karen si distrae pensando alle sue scarpe, dimenticandosi perfino di recitare il salmo e il Padre Nostro, anche stavolta nell'indignazione dei presenti. Ma all'uscita, il vecchio soldato ripete la frase, e improvvisamente Karen si mette a ballare senza sosta, come se le scarpe danzassero di loro spontanea volontà. Il cocchiere a fatica la carica sulla carrozza, ma il risultato è che le scarpette prendono a calci la signora, finché Karen non riesce finalmente a togliersele.
Tempo dopo, la madre adottiva si ammala gravemente. Karen, anziché badare a lei, pensa di recarsi ad una grande festa da ballo, indossando le scarpette rosse. Ancora una volta le scarpe prendono il controllo delle sue gambe e la costringono a ballare incessantemente attraverso campi e valli, giorno e notte, e questa volta non riesce a togliersele; arrivata nel bosco vede di nuovo il vecchio che gli dice la solita frase senza cercare di aiutarla (effettivamente le aveva stregato le scarpette per punirla). Giunta ad un cimitero, vede un angelo con una spada fiammeggiante che le ordina di danzare per sempre e di vagare di città in città, come monito per i giovani troppo vanitosi. Le scarpette la conducono a quella che era la sua casa, così che lei scopre che la sua anziana benefattrice è morta, ma poi la costringono a riprendere il suo viaggio. Un giorno Karen passa vicino alla casa del boia e lo implora di tagliarle i piedi con l'ascia. L'uomo esegue, e le scarpette incantate fuggono portandosi via i piedi mozzati della ragazza, e il carnefice le costruisce delle protesi in legno e due stampelle per consentirle di camminare. 
Karen si reca in chiesa a chiedere perdono, ma ogni volta appaiono le scarpette rosse che le sbarrano la strada danzando, ed ogni volta la ragazza fugge spaventata. Va allora alla casa del pastore e si mette al servizio della sua famiglia come domestica; ancora non vuole andare in chiesa e resta chiusa nella sua stanza a pregare. Improvvisamente le appare nuovamente l'angelo, con in mano un ramo fiorito al posto della spada. Karen si ritrova per miracolo dentro la chiesa, senza capire se vi è stata portata dall'angelo o se è la chiesa stessa che è "venuta da lei". Il suo cuore è tanto pieno di gioia che si spezza, e la sua anima vola immediatamente in Paradiso, dove nessuno le chiede delle scarpette rosse.

## Adattamenti cinematografici e televisivi
Dalla fiaba sono stati tratti alcuni film e alcuni episodi di serie televisive animate, spesso con un finale edulcorato per non intristire i giovani spettatori.
- Scarpette rosse (1948), film britannico, incentrato sul balletto ispirato alla fiaba.
- La fiaba viene adattata nella serie animata statunitense Mel-O-Toons (1959).
- Nel film anime della Toei Animation Le meravigliose favole di Andersen (1968) viene ripreso il tema della storia.
- Sono basati liberamente su questa fiaba, con una trama completamente diversa, gli episodi 42 e 43 della serie TV anime prodotta della Mushi Production Le fiabe di Andersen (1971).
- Scarpette rosse (1977), episodio 31 della serie TV anime Le più belle favole del mondo (1976-1979), prodotta da Dax International e Madhouse.
- Le scarpette rosse (1979), cortometraggio anime della serie Toei Animation Le più famose favole del mondo (1975-1983).
- Le scarpette Rosse, film d'animazione del 2000 diretto da Diane Eskenazi.
- The Red Shoes (2005), film sudcoreano che rielabora la fiaba in chiave horror.
- Deriva da questa fiaba il titolo del film d'animazione Scarpette rosse e i sette nani (2019).